# Bodzanów (gromada w powiecie płockim)
Bodzanów – dawna gromada, czyli najmniejsza jednostka podziału terytorialnego Polskiej Rzeczypospolitej Ludowej w latach 1954–1972.
Gromady, z gromadzkimi radami narodowymi (GRN) jako organami władzy najniższego stopnia na wsi, funkcjonowały od reformy reorganizującej administrację wiejską przeprowadzonej jesienią 1954 do momentu ich zniesienia z dniem 1 stycznia 1973, tym samym wypierając organizację gminną w latach 1954–1972.
Gromadę Bodzanów z siedzibą GRN w Bodzanowie utworzono – jako jedną z 8759 gromad na obszarze Polski – w powiecie płockim w woj. warszawskim, na mocy uchwały nr VI/10/13/54 WRN w Warszawie z dnia 5 października 1954. W skład jednostki weszły obszary dotychczasowych gromad Bodzanów, Chodkowo, Gąsewo, Karwowo, Łętowo, Mąkolin, Osmolinek i Parkoczewo oraz wieś Leksyn z dotychczasowej gromady Leksyn ze zniesionej gminy Bodzanów a także obszar dotychczasowej gromady Cybulin ze zniesionej gminy Mała Wieś w tymże powiecie. Dla gromady ustalono 27 członków gromadzkiej rady narodowej.
31 grudnia 1959 do gromady Bodzanów przyłączono wsie Krawieczyn i Garwacz ze znoszonej gromady Miszewko w tymże powiecie.
31 grudnia 1961 do gromady Bodzanów włączono wsie Nowy Raczyn i Raczyn ze zniesionej gromady Cieśle oraz wsie Archutowo, Archutówko i Gromice ze zniesionej gromady Święcice Nowe w tymże powiecie.
Gromada przetrwała do końca 1972 roku, czyli do kolejnej reformy gminnej. 1 stycznia 1973 w powiecie płockim reaktywowano gminę Bodzanów.